# Natașa Alexandra
Natașa Alexandra Miscovitz (n.  ? – d. 30 decembrie 1981, București, România) a fost o actriță română, care a fost distinsă cu titlul de artist emerit. A făcut parte din trupa Teatrului Național din București și a jucat, de asemenea, și pe scenele altor teatre de stat și particulare.

## Biografie

### Formarea profesională
Natașa Alexandra s-a născut, potrivit propriei mărturisiri, într-o zi de mai pe un vapor la Calafat. Provenea dintr-o familie cu o origine etnică mixtă: ascendenții ei erau olandezi, germani, români și slavi. Tatăl ei era de origine sârbă, iar mama de origine olandeză. Bunicul matern, care se numea Van Hewling, era un marinar olandez, care a lucrat la canalul de la Ada Kaleh. Tatăl ei, care se numea Miscovitz, era un inginer naval sârb și a condus un timp reprezentanța unei fabrici de unelte agricole în județul Teleorman.
Și-a petrecut copilăria în orașul Passau din Germania. A urmat cursurile primare și secundare la un pension englezesc instalat într-un castel medieval din Bavaria, apoi, între 14 și 17 ani, cursurile de pian și canto ale Conservatorului din Viena. S-a întors ulterior în România și a studiat la Conservatorul Regal de Artă Dramatică din București, la clasa profesorului Nicolae Soreanu, unde a fost colegă cu George Vraca și Djenica Athanasiu.

### Perioada interbelică

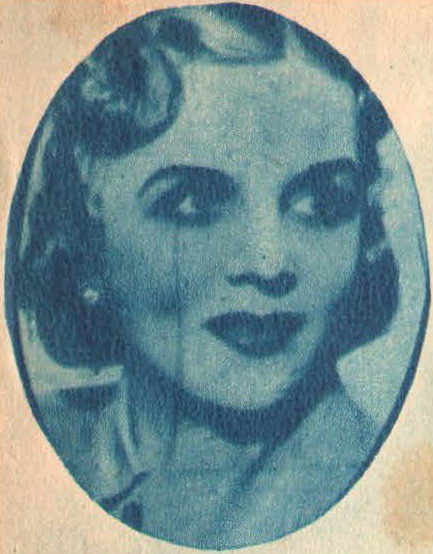
Natașa Alexandra în anii celui de-al Doilea Război Mondial

Natașa Alexandra a fost angajată, în aceeași stagiune cu George Vraca, în trupa Teatrului Național din București de către directorul Victor Eftimiu și a debutat pe scenă în piesa Moartea lui Dante a lui Nicolae Iorga, unde i-a avut ca parteneri pe Aristide Demetriade și Alexandru Critico. A jucat în piesele unor dramaturgi români celebri în epocă precum Caton Theodorian, Alexandru Kirițescu (Gaițele și Intermezzo spaniol) și Mircea Ștefănescu și a făcut parte din distribuția spectacolului în premieră cu piesa Titanic-Vals de Tudor Mușatescu. A colaborat cu regizori celebri ai epocii ca Paul Gusty, Soare Z. Soare și Ion Șahighian și i-a avut adesea ca parteneri pe scena Teatrului Național pe Marioara Voiculescu (în drame), Maria Filotti (în comedii clasice), Ion Finteșteanu, Marietta Rareș și Victoria Mierlescu.
A devenit cunoscută ca actriță de comedie în perioada interbelică, dar a interpretat, de asemenea, roluri și în piese cu un pronunțat caracter dramatic precum cele ale lui Shakespeare, Gogol, Magda de Hermann Sudermann, Judith și Holofern de Friedrich Hebbel (unde a jucat împreună cu Marioara Voiculescu și Gheorghe Storin), Tinerețea unei regine de Syl Vara (cu premiera la 17 septembrie 1934) și Casa Hervey de R. C. Avery (cu premiera în prima parte a stagiunii 1935–1936). A colaborat în acea vreme și cu alte companii teatrale precum cea a Mariei Ventura. În afara spectacolelor teatrale, a fost solicitată să apară și în spectacolele muzicale și de revistă puse în scenă de Soare Z. Soare. „Natașa Alexandra devenise celebră. Gusta din plin voluptatea succesului, beția aplauzelor la scenă deschisă, omagiile care nu erau de simplă politeță, ecoul semnăturilor «grele» din presă. Ceea ce a urmat a fost o mare carieră”, consemna criticul teatral Nicolae Carandino.
La fel ca alți artiști ai vremii sale, nu s-a implicat în activitatea politică și s-a opus influențării politice a actului artistic. Dramaturgul Mihail Sebastian menționează în jurnalul său că, după înăbușirea Rebeliunii legionare de către generalul Ion Antonescu în ianuarie 1941, actrița Natașa Alexandra și-ar fi manifestat public în cuvinte extrem de vulgare entuziasmul pentru înlăturarea legionarilor de la putere și susținerea pentru Antonescu, cu ocazia unei repetiții la care participa și Marietta Sadova (membră a Mișcării Legionare). Natașa Alexandra a continuat să facă parte din trupa Teatrului Național din București în anii celui de-al Doilea Război Mondial, jucând în stagiunea 1940–1941 în comedia Jocul dragostei de Bruno Corra și Giuseppe Achile și în drama Sapho de Alphonse Daudet și Adolphe Belot și interpretând în stagiunea 1941–1942 roluri precum D-na Ignazia în comedia Astăseară se joacă fără piesă de Luigi Pirandello (premiera la 15 octombrie 1941), Claire în comedia Pălăria florentină de Eugène Labiche și Marc-Michel (5 noiembrie 1941), Anna O'Linden în drama Fascinație de Key Winter (19 februarie 1942) și Ada Calipso-Ionescu în comedia Demonul vesel de Dragoș Protopopescu (10 martie 1942). Interpretarea ei în drama Fascinație a fost elogiată de jurnalistul și prozatorul Neagu Rădulescu într-un articol din ziarul Vremea pentru „umorul sec [...] care [...] a avut mult ecou în publicul spectator”.

### Perioada postbelică
Natașa Alexandra și-a continuat activitatea artistică și după instaurarea regimului comunist în 1947 și a fost distinsă cu titlul de artist emerit (1962). Potrivit propriei mărturisiri, dintre toți directorii de teatru cu care a lucrat a ținut cel mai mult la Zaharia Stancu, pe care îl cunoștea de multă vreme și îl considera „un om foarte drept”.
În îndelungata sa carieră a interpretat cu o „exuberanță aproape nefirească” peste 300 de roluri, dând dovadă de un talent remarcabil, combinat cu umor și inteligență. Sunt de menționat roluri precum Fraulein din Gaițele de Alexandru Kirițescu (un rol hotărâtor, potrivit lui Carandino), codoașa Marta din Faust de Goethe, Elena din Visul unei nopți de vară de Shakespeare, Nastasia Filipovna din Idiotul de Dostoievski, Mița Baston din D-ale carnavalului de I.L. Caragiale, Anna Andreevna (primărița cochetă și vanitoasă) din Revizorul de Gogol, Béline (soția lui Argan) din Bolnavul închipuit de Molière, Filumena Marturano din piesa omonimă a lui Eduardo De Filippo sau soacra din Micul infern de Mircea Ștefănescu. A jucat, de asemenea, în piesele lui Carlo Goldoni, Luigi Pirandello, Caton Theodorian, Tudor Mușatescu, Sidonia Drăgușanu, Aurel Baranga, Horia Lovinescu și Al. Voitin.
A jucat, în plus, în primele filme realizate pe platourile de la Buftea ale Studioului Cinematografic București și în noile studiouri ale Televiziunii Române. Actorul și regizorul Mihai Berechet o descria, într-un articol publicat în revista Teatrul, ca făcând parte „din rasa comedienelor de talie internațională, a marilor fanteziste, aducînd cu sine un umor plin de extravaganță și de insolit” și susținea că „Natașa Alexandra a reprezentat, în spectacolul bucureștean, arhetipul comicului agresiv, violent chiar, al comicului «în atac», pentru cucerirea directă a publicului, pe care și-l lua partener, în șarjele triumfale împotriva sălciului plictis și pentru cucerirea redutei hohotului de rîs autentic”.
Natașa Alexandra s-a retras în deplină forță creatoare și „cu foarte mare greutate” din activitatea artistică și a trăit ultimii săi ani de viață bolnavă, țintuită într-un fotoliu și însingurată într-un apartament din blocul situat pe str. Matei Millo nr. 12 din București. A decedat în urma unei îndelungate suferințe pe 30 decembrie 1981, în ajunul Anului Nou.

## Viața personală
Natașa Alexandra a fost căsătorită în două rânduri: mai întâi cu Petre (Tică) Chirovici, cu care a avut singurul ei copil, Crenguța Chirovici (căsătorită Manea), care a fost regizor de studio la Radiodifuziunea Română, și apoi cu Traian Cornescu (1885–1965), pictor, scenograf și decorator șef al Teatrului Național din București. Cel de-al doilea soț al ei, care a fost singurul elev al lui Ștefan Luchian, apoi elev al lui Carl Lautenschläger (mașinist la Opera din München), a avut o bogată activitate în domeniul scenografiei la Teatrul Național din București și la Teatrul Giulești, ocupându-se cu punerea în scenă a pieselor de teatru Femeia îndărătnică și Visul unei nopți de vară de William Shakespeare și Gaițele de Alexandru Kirițescu.

## Distincții
Meritele artistice ale Natașei Alexandra au fost recunoscute prin decernarea unor distincții precum:
- Ordinul „Meritul Cultural” în gradul de Medalie cl. I, pentru teatru (1 februarie 1943)[14]
- Medalia Muncii (23 ianuarie 1953) „pentru merite deosebite, pentru realizări valoroase în artă și pentru activitate merituoasă”[15]
- titlul de Artist Emerit (28 martie 1962) „pentru realizări valoroase în domeniul artistic”[16]
- Ordinul Muncii clasa a III-a (10 august 1964) „pentru merite deosebite în opera de construire a socialismului, cu prilejul celei de a XX-a aniversări a eliberării patriei”[17]
- Ordinul „Meritul Cultural” clasa a III-a (6 noiembrie 1967) „pentru merite deosebite în domeniul artei dramatice”[18]

## Filmografie
| An   | Film                | Rol                                                       | Regizor                           | Gen                | Note   |
| ---- | ------------------- | --------------------------------------------------------- | --------------------------------- | ------------------ | ------ |
| 1951 | Viața învinge       | Natalia                                                   | Dinu Negreanu                     | dramatic           | [ 19 ] |
| 1956 | Pe răspunderea mea  | Olimpia Măgureanu, mătușa lui Dinu                        | Paul Călinescu                    | comedie            |        |
| 1957 | Citadela sfărîmată  | Adela                                                     | Marc Maurette și Haralambie Boroș | dramatic           |        |
| 1960 | Telegrame           | madam Violeta, proprietara florăriei „La Dama cu Camelii” | Gheorghe Naghi și Aurel Miheleș   | comedie            |        |
| 1960 | Furtuna             |                                                           | Andrei Blaier și Sinișa Ivetici   | politic            |        |
| 1966 | Aventură nocturnă   |                                                           | Nicolae Motric                    | comedie            |        |
| 1972 | Pentru că se iubesc | tanti Liza                                                | Mihai Iacob                       | romantic, dramatic |        |